# ورونیکا آساطریان
ورونیکا آساطریان ( ۹ ژوئن ۲۰۰۲) بازیکن فوتبال در پست هافبک اهل ارمنستان است.

## باشگاهی
از باشگاه‌هایی که در آن بازی کرده‌است می‌توان به باشگاه فوتبال زنان آلاشکرت و باشگاه فوتبال زنان پیونیک اشاره کرد.

## تیم ملی
وی همچنین در تیم ملی فوتبال زنان ارمنستان بازی کرده‌است.